# 華為Ascend P7
华为 Ascend P7是一款由华为生产的智能手机，于2014年5月发布。该手机支持第四代移动通信技术。

## 产品特性
华为Ascend P7底部采用水滴弧度设计，旨在提升握持舒适度。机身采用双面玻璃设计，并采用第三代康宁大猩猩玻璃以增强耐用性。背盖采用七层镀膜复合工艺，叠加CD纹理和点状纹理，营造独特视觉效果。屏幕为5英寸全高清JDI LCD显示屏。前置摄像头为800万像素，光圈为f/2.4；后置摄像头为1300万像素，光圈为f/2.0。在屏幕锁定状态下连续按机身右侧的音量减按键两次可以开启极速抓拍模式，在1.0s左右拍摄照片。

## 图库